# جويل جونز (سياسي)
جويل جونز (بالإنجليزية: Joel Jones)‏ هو سياسي أمريكي، ولد في 26 أكتوبر 1795 في كوفنتري في الولايات المتحدة، وتوفي في 3 فبراير 1860 في فيلادلفيا في الولايات المتحدة.